# Heiliger Vormittag
Der Heilige Vormittag (auch: Heiliger Morgen) ist ein regionaler Brauch in Teilen Württembergs. Dabei handelt es sich um ein Zusammenkommen vieler Menschen in der Innenstadt, um dort am Morgen des 24. Dezember, des Heiligen Abends – daher der nicht ganz ernst gemeinte Name –, Freunde und Bekannte zu treffen und gemeinsam anzustoßen.
In den Landkreisen Esslingen und Göppingen, östlich der Landeshauptstadt Stuttgart, gehört das Treffen zur Tradition vieler Menschen.

## Geschichte
Die Idee der Traditionsveranstaltung ist Mitte der 1960er Jahre im Posthörnle in der Esslinger Pliensaustraße entstanden. Von dort breitete sich der Heilige Vormittag im Laufe der Jahre, über das Einhorn in der Heugasse und die Windmühle in der Obertorstraße, in die ganze Stadt Esslingen aus.
Ursprünglich soll der Heilige Vormittag initiiert worden sein, um vor den Feiertagen und einer Winterpause die Reste aus den Fässern zu bekommen. Deshalb soll es die Getränke gratis oder stark vergünstigt gegeben haben. Ob dies stimmt oder es sich dabei um eine Moderne Sage handelt, kann jedoch nicht verifiziert werden.
Auch in Göppingen wurde diese Tradition Anfang der 1970er Jahre eingeführt. Neben den Kneipen in der Göppinger Kernstadt hat sich vor allem die Waldweihnacht als Hotspot und Treffpunkt entwickelt. Der Heilige Morgen endet dort um 14 Uhr, danach darf im Freien kein Ausschank mehr erfolgen.
Heute hat sich der Brauch neben Esslingen und Göppingen auch in Kirchheim, Reutlingen, Hochdorf und anderen Innenstädten des Landes eingebürgert.
Kritik am Brauch des Heiligen Vormittags kommt vor allem von den christlichen Kirchen.